# Destiny (Station spatiale internationale)
Pour les articles homonymes, voir Destiny.
Module de l'ISS
Destiny est le laboratoire spatial pressurisé américain de la Station spatiale internationale. Il est mis en orbite par la navette spatiale américaine et assemblé à la Station spatiale en février 2001 au cours de la mission Atlantis STS-98.

## Caractéristiques techniques
Le laboratoire Destiny est une structure cylindrique en aluminium qui mesure 8,53 mètres de longueur pour 4,27 mètres de diamètre et pèse 14,52 tonnes à vide (24 tonnes une fois tous les équipements installés). Le volume pressurisé est de 106 m3. Le module contient 24 emplacements pour des armoires amovibles de type ISPR (baies de rangements) répartis sur les 4 faces intérieures du module (droite, gauche, plancher, plafond) destinées à accueillir des expériences scientifiques (13) ou des sous-systèmes de support-vie (11). Chaque emplacement peut contenir une armoire mesurant 1,9 mètre de haut pour 1,1 mètre de large et pesant 544 kg.
Le module comporte à chaque extrémité du cylindre un port d'amarrage de type Common Berthing Mechanism. Un des emplacements pour une armoire est occupé par une fenêtre d'observation tournée vers la Terre pour des activités photographiques. Le hublot de 50,9 cm de diamètre comporte 4 vitres superposées : la vitre extérieure constitue une protection contre les micrométéorites et peut être remplacée dans le cadre d'une sortie extravéhiculaire. Les sous-systèmes de support fournissent l'énergie, l'eau réfrigérée, et assurent le maintien de la température et de l'hygrométrie ainsi que le renouvellement de l'oxygène et l'extraction du dioxyde de carbone.

## Lancement et assemblage
Le module est connecté à chacune de ses extrémités à un autre module de la Station spatiale : d'une part au module Harmony (nœud 2) qui relie Destiny aux laboratoires japonais et européen et d'autre part le module Unity qui le relie au segment russe de la Station spatiale. Les baies de rangement sont installées progressivement : le module est placé en orbite par la navette spatiale américaine au cours de la mission STS-98 avec 5 baies de support-vie, la mission STS-102 de la Station spatiale en amène 7 autres et les 10 dernières sont installés au cours des missions suivantes.

Le module Destiny
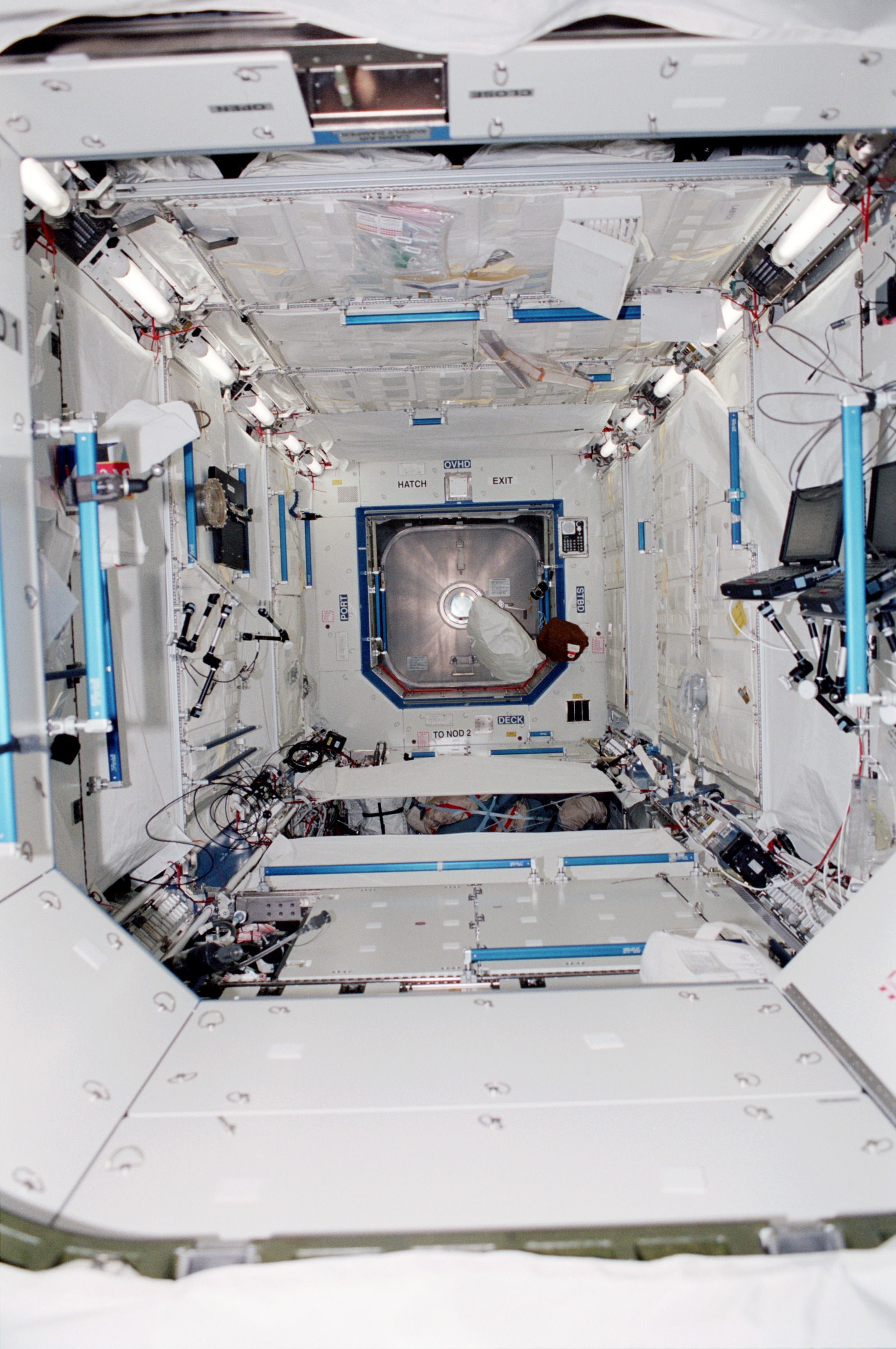
Le module Destiny immédiatement après son assemblage avec la Station spatiale.
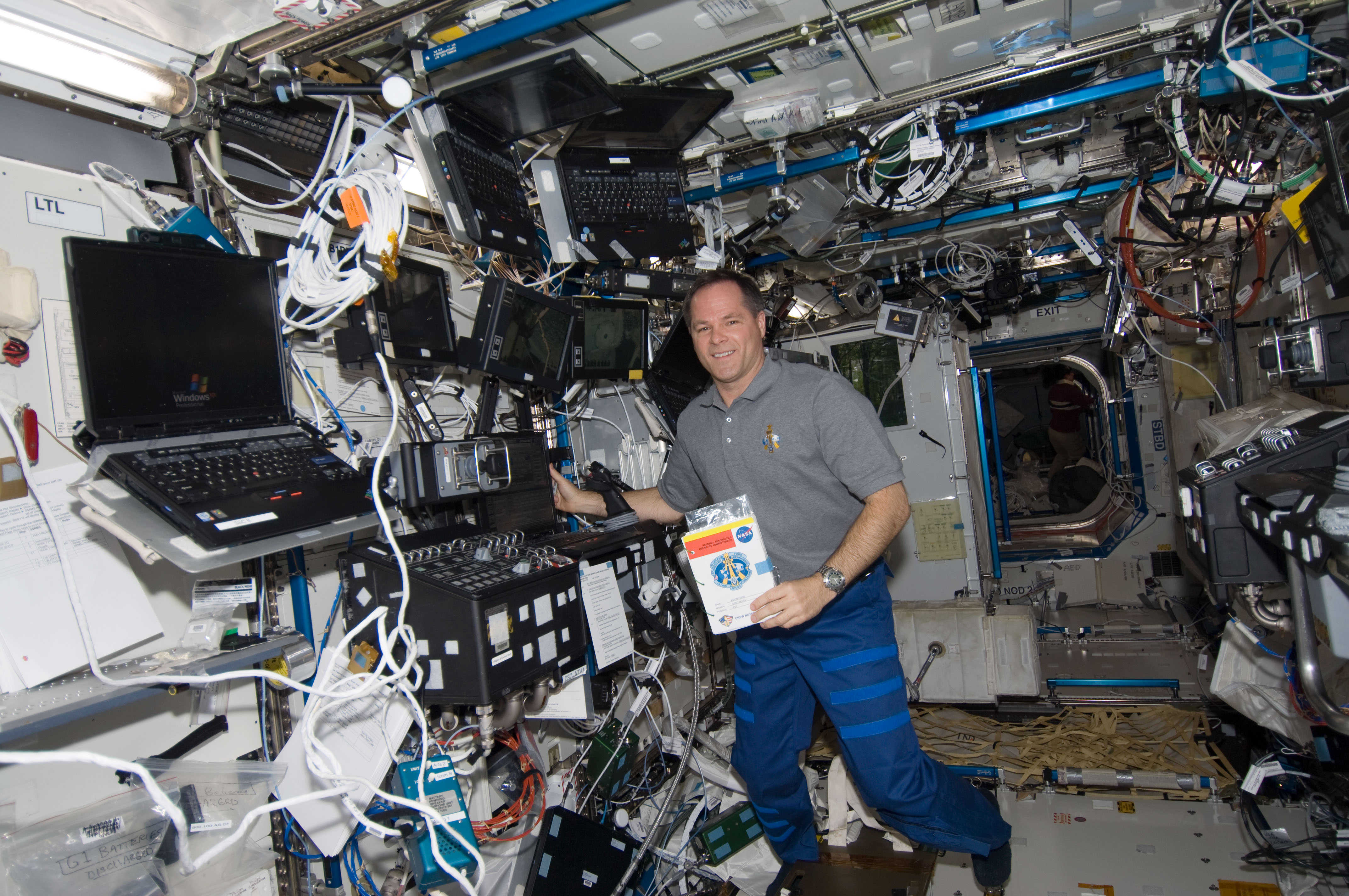
L'intérieur du module laboratoire Destiny.
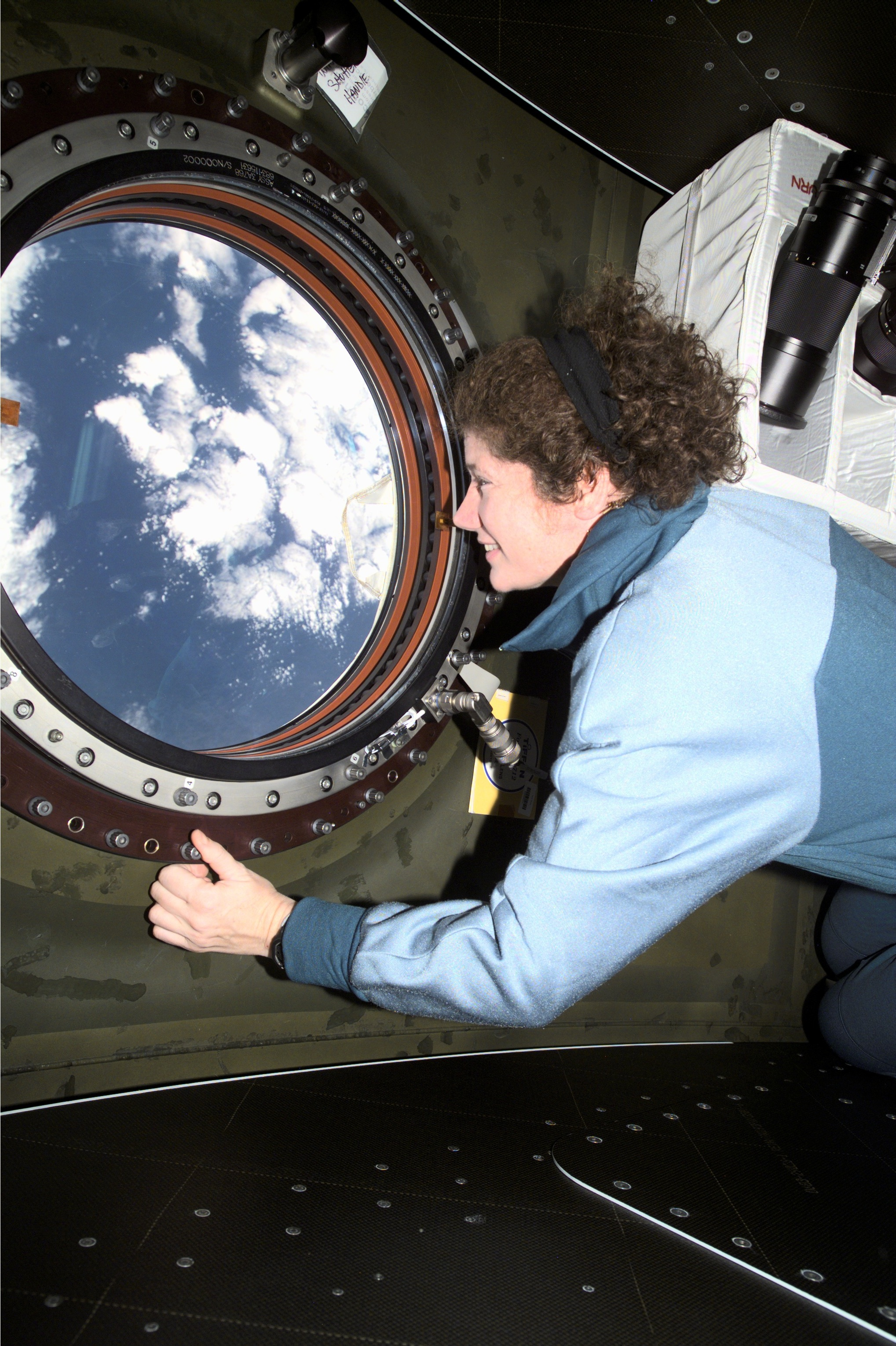
Le hublot d'observation de la Terre.